# Distrito de Papayal
El distrito de Papayal es uno de los cuatro que conforman la provincia de Zarumilla ubicada en el departamento de Tumbes  en el Norte del Perú.  Limita por el Norte con el distrito de Zarumilla y el distrito de Aguas Verdes; por el Este con el Ecuador; por el Sur con el distrito de Matapalo; y, por el Oeste con la provincia de Tumbes.

## Historia
El distrito fue creado el 25 de noviembre de 1942 mediante Ley N.º 9667, en el primer gobierno del Presidente Manuel Prado Ugarteche. 

## Demografía

### Población
Según el Censo 2007 el distrito tiene una población de 4 965 hab.

### Religión
Según datos del censo de 2007, el 88 % de la población del distrito es católica, el 9% es miembro de alguna iglesia evangélica, el 3 % manifiesta no profesar ninguna religión, mientras que el 1 % dice profesar alguna otra creencia. 
En el caso de los católicos, desde el punto de vista jerárquico de la Iglesia católica, forman parte de la Vicaría foránea de Tumbes de la arquidiócesis de Piura.

## Geografía
Tiene una extensión de 193,53 km² y una población estimada superior a los 4.000 habitantes. Su capital es la villa de Papayal.

## Localidades
Dentro del distrito se encuentran los siguientes centros poblados:
- Papayal
- Uña de Gato
- El Porvenir
- La Palma
- La Coja
- Lechugal
- Pueblo Nuevo
- Los Olivos
- Los Limos
- José Abelardo Quiñones
- Quebrada Grande

## Autoridades

### Municipales
- 2019 - 2022
  - Alcalde: Wilson Alfredo Collantes Mogollón, Renovación Tumbesina
  - Regidores: José Serna Álvarez, Maberly Erilsa Carrasco Medina, Dikson Paul Cisneros Zapata, Zarela Josselyn Pérez Oyola (Renovación Tumbesina), Tony Oyola Romero (APP).
- 2015 - 2018[2]
  - Alcalde: Edwin Rubén Rivas García, Movimiento La Fuerza que Une (LFQU).
  - Regidores: María Luisa García Palacios (LFQU), José Luis Arica Peña (LFQU), Jordy Alex Olivares Pizarro (LFQU), Duberly Franchesco Camizán Silva José Serna Álvarez (Unión por el Perú).
- 2011 - 2014[3]
  - Alcalde: Wilson Alfredo Collantes Mogollón, del Movimiento Hacia Un Tumbes Diferente (HUTD).
  - Regidores: José Serna Álvarez (HUTD), Silvia Verónica Moran Ladines (HUTD), Dany Boris Moran Reyes (HUTD), Dora Ynfante Sanjinés de Olaya (HUTD), Javier Jaime Carrasco Del Rosario (Luchemos por Tumbes)).[4]

### Policiales
- Comisario: PNP.